# سانی دئول
سانی دئول (به انگلیسی: Sunny Deol) با نام اصلی آجی سینگ دئول  (به انگلیسی: Ajay Singh Deol) (زاده ۱۹ اکتبر ۱۹۵۶ در لودهیانا در ایالت پنجاب کشور هند) بازیگر، کارگردان و تهیه‌کننده سینمای هند و سیاستمدار است.به عنوان یک بازیگر، او در بیش از 100 فیلم هندی کار کرده و تصویر یک قهرمان اکشن عصبانی را به دست آورده است.او در دهه‌های 1980 و 1990 در فیلم‌های موفق متعددی بازی کرد و به‌عنوان یکی از ستاره‌های برتر آن زمان شناخته می‌شود
وی ستاره دهه ۹۰ سینمای هند بود که ۲ جایزه ملی فیلم و ۲ جایزه فیلم فیر دریافت کرده‌است.
نخستین نقش آفرینی وی در فیلم بی‌تاب در سال ۱۹۸۲ منتشر شد و نخستین کارگردانی وی فیلم دل‌باخته در سال ۱۹۹۹ منتشر شد.
در ایران در برخی فیلم‌ها چنگیز جلیلوند به جای او صحبت کرده‌است.
معروف ترین فیلم های او فیلم گادر ۱ است.

## زندگی شخص

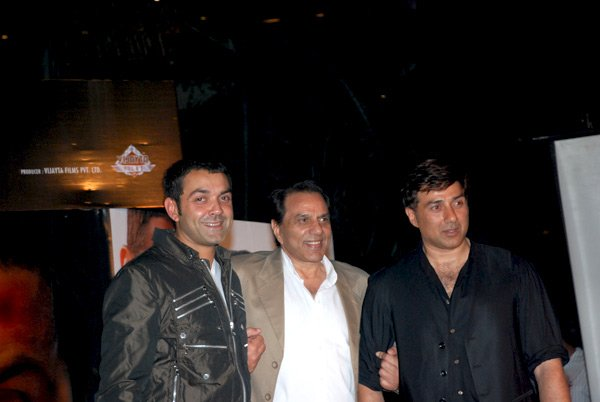
سانی دئول به همراه پدرش درمندرا و برادرش بابی دئول

سانی دئول با نام اصلی آجی سینگ دئول دز ۱۹ اکتبر ۱۹۵۶ در خانواده‌ای سیک در شهر لودهیانا در ایالت پنجاب کشور هند چشم به جهان گشود.
پدرش درمندرا و مادرش پرکاش کاور (همسر نخست درمندرا) است. او دارای برادری به نام بابی دئول (بازیگر) و دو خواهر به نام‌های ویجایتا و آجیتا است که در کالیفرنیا سکونت دارند. مادرخوانده او هما مالینی (بازیگر) و خواهران ناتنی او ایشا دئول (بازیگر) و اهانا دئول هستند. پسر عموی او آبهای دئول هم بازیگر است.
وی با پوجا دئول ازدواج کرده و حاصل این ازدواج ۲ پسر به نام‌های کاران و راجویر است.

## زندگی هنری
دو پسر درمندرا که آن‌ها را در خانه سانی و بابی صدا می‌زدند نیز پس از جدایی پدر و مادرشان در کنار پدرشان و همسر او زندگی کردند. او برای بازی در فیلم قهرمانان ۴/۸ میلیون دلار دستمزد گرفت.
سانی کارش را با بازیگری آغاز کرد و در نیمه راه، بخت خود را در کارگردانی هم آزمود. نخستین کارگردانی او فیلم دلباخته بود.

## کار سیاسی
سانی دئول از ۱۸ ژوئن ۲۰۱۹ نماینده مجلس هند از حوزه انتخابی لوک سبها از حزب بهاراتیا جاناتا بوده‌است.

## فیلم‌شناسی
فهرست برخی از فیلم‌هایی که سانی دئول در آن‌ها به ایفای نقش پرداخته‌است:
| سال  | نام فیلم                    | نقش                      | بازیگرنقش‌مقابل                           | جوایزوافتخارات                                       |
| ---- | --------------------------- | ------------------------ | ---------------------------------------- | ---------------------------------------------------- |
| ۱۹۸۳ | بی تاب                      | سانی کاپور               | آمریتا سینگ                              | نامزد جایزه فیلم فیر برای بهترین بازیگر مرد          |
| ۱۹۸۴ | سانی                        | سانی ایندرجیت            | آمریتا سینگ                              |                                                      |
| ۱۹۸۴ | منزل منزل                   | ویجی/سونو                | دیمپل کاپادیا                            |                                                      |
| ۱۹۸۴ | افسانه عشق                  | شاهزاده عزت بیگ          | پونام دیلون                              |                                                      |
| ۱۹۸۵ | آرجون                       | آرجون ملوانکار           | دیمپل کاپادیا                            |                                                      |
| ۱۹۸۵ | زبردست                      | ساندر کومار              | جایا پراداراتی آگنیهوتری                 |                                                      |
| ۱۹۸۶ | سلطنت                       | سلطان                    | سری دویجوهی چاولا                        |                                                      |
| ۱۹۸۶ | قطار صبح                    | راویداس                  | پونام دیلونبیندو                         |                                                      |
| ۱۹۸۶ | ساموندار                    | آجیت                     | پونام دیلون                              |                                                      |
| ۱۹۸۷ | راهزن (Dacait)              | آرجون یاداو              | میناکشی سشادریاورمیلا ماتوندکار          |                                                      |
| ۱۹۸۸ | جهان گناه                   | آشوک/سورج                | نیلم کوتهاری                             |                                                      |
| ۱۹۸۸ | انتقام                      | بیرجو/ویجی               | میناکشی سشادری                           |                                                      |
| ۱۹۸۸ | یتیم                        | بازرس کریشنا کومار       | فرحسوجاتا مهتا                           |                                                      |
| ۱۹۸۸ | رام آواتار (Ram-Avtar)      | رام                      | سری دوی                                  |                                                      |
| ۱۹۸۹ | یونیفرم                     | بازرس آجی کومار سینگ     | مادهوری دیکشیت                           |                                                      |
| ۱۹۸۹ | جوشیله                      | دارا                     | سری دویمیناکشی سشادری                    |                                                      |
| ۱۹۸۹ | سه‌گانگی                     | بازرس کاران ساکسنا       | مادهوری دیکشیتسانجیتا بجلانیسونام        |                                                      |
| ۱۹۸۹ | حیله‌گر                      | سورج پراجاپاتی           | سری دوی                                  |                                                      |
| ۱۹۸۹ | ملکه مارها ۲                | آناند                    | سری دوی                                  |                                                      |
| ۱۹۸۹ | مجبور                       | بازرس سونیل              | جایا پرادافرح                            |                                                      |
| ۱۹۸۹ | من دشمن تو هستم             | گوپال                    | سری دویجایا پرادا                        |                                                      |
| ۱۹۸۹ | توپ آتش                     | شانکار سینک/ویکرام سینگ  | دیمپل کاپادیاآرچانا پوران سینگ           |                                                      |
| ۱۹۹۰ | گایال                       | آجی مهرا                 | میناکشی سشادری                           | برنده جایزه فیلم فیر برای بهترین بازیگر مرد          |
| ۱۹۹۰ | خشم                         | آجی شوکلا                | آمریتا سینگسونام                         |                                                      |
| ۱۹۹۰ | بدنام (Badnam)              | دارشان                   | حضور افتخاری                             |                                                      |
| ۱۹۹۱ | جنگجو                       | کاران                    | سانجیتا بجلانیشلیپا شیرودکار             |                                                      |
| ۱۹۹۱ | نارسیمها                    | نارسیمها                 | دیمپل کاپادیااورمیلا ماتوندکار           |                                                      |
| ۱۹۹۱ | ویشنو و دیوا (Vishnu-Devaa) | ویشنو                    | نیلم کوتهاریسانجیتا بجلانی               |                                                      |
| ۱۹۹۱ | شانکارا (Shankara)          | شانکارا                  | نیلم کوتهاری                             |                                                      |
| ۱۹۹۲ | جهان                        | پرابات سینگ              | دیویا بهرتیسونام                         |                                                      |
| ۱۹۹۳ | روزی با عزت                 | جیت                      | جوهی چاولافرح                            |                                                      |
| ۱۹۹۳ | جنگجویان                    | وینای پرتاب سینگ         | میناکشی سشادریراوینا تاندوندیویا بهرتی   |                                                      |
| ۱۹۹۳ | دامینی                      | وکیل گوویند              | میناکشی سشادری                           | برنده جایزه فیلم فیر برای بهترین بازیگر نقش مکمل مرد |
| ۱۹۹۳ | ترس                         | سونیل مالهوترا           | جوهی چاولاتانوی عظمی                     |                                                      |
| ۱۹۹۳ | گناه                        | راوی سوهنی               | دیمپل کاپادیاسوجاتا مهتا                 |                                                      |
| ۱۹۹۳ | دزدان (Lootere)             | کاران                    | جوهی چاولاپوجا بدی                       |                                                      |
| ۱۹۹۳ | شجاعت (Veerta)              | مانگال سینگ              | جایا پراداشانتی پریانینا گوپتا           |                                                      |
| ۱۹۹۴ | انسانیت                     | کریم لالا                | راوینا تاندونجایا پرادا                  |                                                      |
| ۱۹۹۴ | امتحان                      | راجا                     | راوینا تاندون                            |                                                      |
| ۱۹۹۵ | دشمنی                       | سورج سینگ                | مانیشا کویرالا                           |                                                      |
| ۱۹۹۵ | بادیگارد                    | آجی                      | پوجا بات                                 |                                                      |
| ۱۹۹۶ | شهامت                       | آجی ساکسنا               | تابوشیلپا شتی                            |                                                      |
| ۱۹۹۶ | اجی                         | اجی                      | کاریشما کاپور                            |                                                      |
| ۱۹۹۶ | پیروزی                      | کاران سینگ               | کاریشما کاپورتابو                        |                                                      |
| ۱۹۹۶ | سوگند خونین                 | کاشی نات                 | میناکشی سشادریشیلا شارما                 | نامزد جایزه فیلم فیر برای بهترین بازیگر مرد          |
| ۱۹۹۷ | یک دنده                     | دیوا پرادان              | راوینا تاندون                            |                                                      |
| ۱۹۹۷ | مرز                         | سرتیپ کولدیپ سینگ        | تابوپوجا بات                             | نامزد جایزه فیلم فیر برای بهترین بازیگر مرد          |
| ۱۹۹۷ | و عشق اتفاق افتاد           | حضور افتخاری             |                                          |                                                      |
| ۱۹۹۷ | قهر                         | راجا                     | سونالی بندرهدیپتی بهاتناگاررمبها         |                                                      |
| ۱۹۹۸ | سلاخی                       | ویشال آگنیهوتری          | راوینا تاندون                            |                                                      |
| ۱۹۹۸ | زور (Zor)                   | آرجون سینگ               | سوشمیتا سن                               |                                                      |
| ۱۹۹۸ | Iski Topi Uske Sarr         | حضور افتخاری             |                                          |                                                      |
| ۱۹۹۹ | آرجون پاندیت                | آرجون پاندیت             | جوهی چاولا                               |                                                      |
| ۱۹۹۹ | عشق بازی نیست               | آناند                    | ماهیما چودرینها پندسهناونیت نیشان        |                                                      |
| ۱۹۹۹ | دل‌باخته                     | رانویر سینگ              | اورمیلا ماتوندکارپریتی زینتا             |                                                      |
| ۲۰۰۰ | قهرمان                      | بازرس راجویر سینگ        | مانیشا کویرالاکاشمیرا شاه                |                                                      |
| ۲۰۰۱ | وظیفه                       | بازرس کاران سینگ         | پریتی زینتا                              |                                                      |
| ۲۰۰۱ | شورش                        | تارا سینگ                | آمیشا پاتل                               | نامزد جایزه فیلم فیر برای بهترین بازیگر مرد          |
| ۲۰۰۱ | راه دیگری برای محبت         | ساگار                    | مادهوری دیکشیت                           |                                                      |
| ۲۰۰۱ | هندی                        | بازرس راج                | شیلپا شتی                                |                                                      |
| ۲۰۰۱ | قسم (Kasam)                 | شانکار                   | نیلم کوتهاری                             |                                                      |
| ۲۰۰۲ | ۲۳ مارس ۱۹۳۲: شاهد          | چاندرا شکر آزاد          | آمریتا سینگدیویا دوتاآیشواریا رای        |                                                      |
| ۲۰۰۲ | دشمن بزرگ                   | کاران ساکسنا             | مانیشا کویرالارمبها                      |                                                      |
| ۲۰۰۲ | مطرود                       | سورج سینگ                | شیلپا شتی                                |                                                      |
| ۲۰۰۲ | سوداگران                    | پراتاب سینگ              | تابو                                     |                                                      |
| ۲۰۰۳ | قهرمان                      | آجی چاکراوارتی/آرون خانا | پریتی زینتاپریانکا چوپرا                 |                                                      |
| ۲۰۰۳ | چطوری ... عشق               | آرجون سینگ               | حضور افتخاری                             |                                                      |
| ۲۰۰۳ | بازی                        | بازرس راجویر اسکیندیا    | سلینا جایتلیسوپریا کارنیک                |                                                      |
| ۲۰۰۳ | فرار از تله                 | آجی کال                  | تابوریما سن                              |                                                      |
| ۲۰۰۴ | خط ممنوع سرنوشت             | آرجون رانا               | نائوهد سیروسی                            |                                                      |
| ۲۰۰۴ | اگه می‌تونی منو متوقف کن     | کبیر موکرجی              | مانجاری فاندیسنامراتا شیرودکار           |                                                      |
| ۲۰۰۵ | مرد و قولش                  | نیهال سینگ               | شیلپی شارمادالی بیندرا                   |                                                      |
| ۲۰۰۶ | نقشه                        | ویر مالهوترا             | سمیرا ردیناونی پریهار                    |                                                      |
| ۲۰۰۶ | چشم سوم                     | بازرس آرجون سینگ         | آمیشا پاتلنیها دوپیاآرتی چهابریا         |                                                      |
| ۲۰۰۷ | قافله                       | کلنل سمیر احمد خان       | ثنا نوازسودش بریسارا لورن                |                                                      |
| ۲۰۰۷ | برادر بزرگ                  | دوا                      | پریانکا چوپراشرناز پاتل                  |                                                      |
| ۲۰۰۷ | آخر حماقت                   | مونا                     | آیشا تاکیاسمیرا ردی                      |                                                      |
| ۲۰۰۷ | بستگان                      | آنگاد سینگ               | کاترینا کایفشیلپا شتی                    |                                                      |
| ۲۰۰۸ | قهرمانان                    | ویکرام شرگیل             | پریتی زینتاآمریتا ارورا                  |                                                      |
| ۲۰۰۹ | روباه                       | بازرس یشوانت دشموک       | اودیتا گوسوامیساگاریکا غاتگ              |                                                      |
| ۲۰۱۰ | راست یا دروغ                | بازرس آجی شریدر          | کونکونا سن شارماایشا کوپیکار             |                                                      |
| ۲۰۱۰ | خدا قسم                     | حسین                     | تابو                                     |                                                      |
| ۲۰۱۰ | سلام عزیزم                  | نیکیل باجاج              | حضور افتخاری                             |                                                      |
| ۲۰۱۱ | دیوانه روانی عاشق           | پارامویر سینگ دیلون      | کولراج رانداواسوچتا خانا                 |                                                      |
| ۲۰۱۳ | دیوانه روانی عاشق ۲         | پارامویر سینگ دیلون      | نها شارماکریستینا آکهواسوچتا خانا        |                                                      |
| ۲۰۱۳ | مهاباراتا                   | صداپیشه                  |                                          |                                                      |
| ۲۰۱۳ | سینگ صاحب بزرگ              | سینگ صاحب                | اورواشی رائوتلاآمریتا رایو               |                                                      |
| ۲۰۱۴ | صدای گلوله                  | لاکوا                    | آیشا خانا                                |                                                      |
| ۲۰۱۵ | من سال نو را دوست دارم      | راندیر سینگ              | کانگانا رانوتتانیشتا چاتراجی             |                                                      |
| ۲۰۱۶ | گایال: یک بار دیگر          | آجی مهرا                 | سوها علی خانتیسکا چوپرا                  |                                                      |
| ۲۰۱۷ | پسران پوستر                 | جگوار چوداری             | سامیکشا باتناگارسونالی کولکارنیالی آورام |                                                      |
| ۲۰۱۸ | دیوانه روانی عاشق ۳         | پوران سینگ               | کریتی کارباندا                           |                                                      |
| ۲۰۱۸ | برادر فوق‌العاده             | لال بیهای دوبی/فانی سینگ | پریتی زینتاآمیشا پاتلاولین شارما         |                                                      |
| ۲۰۱۸ | محله آسی                    | پاندی جی                 | ساکشی تنورسیما عزمی                      |                                                      |
| ۲۰۱۹ | خالی                        | افسر دیوان               | ایشیتا داتا                              |                                                      |
| ۲۰۲۲ | خفه‌شو                       | آرویند ماتور             | شریا دانوانتریپوجا بات                   |                                                      |
| ۲۰۲۳ | شورش ۲                      | تارا سینگ                | آمیشا پاتل                               |                                                      |